# Cucut sargantaner de la Hispaniola
El cucut sargantaner de la Hispaniola (Coccyzus longirostris) és una espècie d'ocell de la família dels cucúlids (Cuculidae) que habita boscos i matolls de la Hispaniola i les properes illes de la Gonâve, la Tortuga i Saona.